# 大分県道49号大田杵築線
大分県道49号大田杵築線（おおいたけんどう49ごう おおたきつきせん）は、大分県杵築市を通る県道（主要地方道）である。

## 概要
杵築市大田波多方から杵築市大字杵築（杵築市街地）に至る。全線片側1車線が確保されている。

### 路線データ
- 起点：大分県杵築市大田波多方（波多方交差点、大分県道31号山香国見線上、大分県道34号豊後高田安岐線交点）
- 終点：大分県杵築市大字杵築（塩田交差点、国道213号交点）

## 歴史
- 1993年（平成5年）5月11日 - 建設省から、県道大田杵築線が大田杵築線として主要地方道に指定される[1]。

## 路線状況

### 重複区間
- 大分県道31号山香国見線（杵築市大田波多方・波多方交差点（起点） - 杵築市大田波多方）

### 道路施設

#### トンネル
- 波多方トンネル：延長1,038 m、1998年（平成10年）竣工、杵築市

## 地理

### 通過する自治体
- 杵築市

### 交差する道路
| 交差する道路                                                   | 交差する場所 | 交差する場所        |
| -------------------------------------------------------------- | ------------ | ------------------- |
| 大分県道31号山香国見線 重複区間起点 大分県道34号豊後高田安岐線 | 大田波多方   | 波多方交差点 / 起点 |
| 大分県道31号山香国見線 重複区間終点                            | 大田波多方   |                     |
| E97 大分空港道路                                               | 大字馬場尾   | 3 杵築IC            |
| 大分県道644号藤原杵築線                                        | 大字南杵築   |                     |
| 国東広域農道 / オレンジロード                                  | 大字杵築     |                     |
| 大分県道405号成仏杵築線                                        | 大字杵築     |                     |
| 国道213号                                                      | 大字杵築     | 塩田交差点 / 終点   |

### 沿線
- 大分県立杵築高等学校
- 杵築市立杵築中学校
- 杵築市立杵築小学校